# SmartDeviceLink
SmartDeviceLink состоит из двух отдельных программных элементов: основной автомобильной части, которая включает в себя автомобильные сервисы и интегрируется в автомобильный HMI, и мобильного прокси, который использует API для доступа и использования сервисов в головном устройстве автомобиля.
Данный проект призван стандартизировать и объединить множество автомобильных интерфейсов, которые могут существовать в контексте автомобильной техники. Конечной целью является предоставление расширяемой программной основы разработчикам мобильных приложений и создателям головных автомобильных устройств для создания встроенных приложений, которые будут восприниматься как интегрированные в головное устройство.

## Функции

### Автомобильное ядро
Автомобильное ядро обладает следующими характеристиками:
- Управление физическим обнаружением и логическим транспортным соединением с приложением для мобильного устройства
- Поддержка «белых меток», многофункциональных, но использующих одно приложение, а также одно приложение, использующее одну функцию.
- Единый интерфейс для приложений, позволяющий понять возможности головного автомобильного устройства
- Управление и поддержание состояния подключенных мобильных приложений и уведомление приложений о соответствующих изменениях состояния
- Возможность преобразования автомобильных сервисов, таких как кнопки, дисплеи, голос, системы меню, аудиоуправления и другие общие входы и выходы автомобиля, в общий формат сообщений и API.
- Возможность расширения интерфейса для использования API конкретных OEM-производителей или производителей головных устройств, а также обмена сообщениями.
- Создание пользовательского интерфейса на основе шаблонов и метаданных, что обеспечивает согласованность действий разработчиков независимо от фактического представления HMI

### Компоненты мобильного прокси
Компоненты мобильного прокси поддерживают некоторые из следующих функций:
- Предоставление общего абстрактного интерфейса автомобильной развлекательной[англ.] системы с целью интеграции в мобильные приложения с поддержкой SmartDeviceLink
- Доступность для приложений Android и iPhone
- Поддержка TCP, Bluetooth и специфических для Apple реализаций протоколов для передачи данных, а также возможность расширения для включения других видов передачи данных.
- Упрощение обнаружения транспорта, подключения и использования протоколов
- Возможность расширения для использования API конкретных OEM-производителей или производителей головных устройств, а также обмена сообщениями

## Операция
- Смарт-устройство[англ.] и автомобиль подключаются друг к другу с помощью стандартных протоколов, таких как Bluetooth и Wi-Fi.
- Приложение обращается к автомобилю с запросами, а автомобиль отвечает на них (удалённые вызовы процедур). Внешне кажется, что приложение работает внутри автомобиля, но вся логика работы находится внутри мобильного устройства.
- Пользователь взаимодействует с автомобилем, и тот уведомляет приложение о любых системных или пользовательских событиях.
- Приложение реагирует, отправляя запросы на изменение поведения приложения или его внешнего вида в автомобиле.